# 小泉薬品
小泉薬品株式会社（こいずみやくひん）は、かつて存在した体外診断用医薬品、検査用試薬および医療機器等を販売していた企業。 
2013年7月に東邦薬品に吸収合併された。

## 沿革
- 1892年4月 - 「小泉薬局」創業
- 1948年11月30日 - 「小泉薬品株式会社」設立
- 1968年3月 - 農薬・ワクチン・防疫薬品部門を分離し資本金500万円「小泉商事株式会社」設立
- 2011年10月 - 東邦ホールディングス株式会社傘下の東邦薬品株式会社が、小泉薬品の全株式をイワキ株式会社より譲受け、東邦薬品の完全子会社となる[1]。
- 2013年7月 - 東邦薬品株式会社が吸収合併[2]。

## 主な取引メーカー
- 富士レビオ
- 小野薬品工業
- 田辺製薬

## 関連企業
- 東邦薬品株式会社